# Maurice Sarrail
Maurice Sarrail (teljes nevén: Maurice Paul Emmanuel Sarrail Carcassonne, Franciaország, 1856. április 6. - Párizs, 1929. március 23.) francia katonatiszt, tábornok. Az első világháború során a legidősebb és legtapasztaltabb francia katonatiszt, majd a 3. hadsereg főparancsnoka.

## Élete
Sarrail 1856-ban született Carcassonne-ban.
Az első világháború során a francia hadsereg főparancsnokaként szolgált. A tapasztalt katonatiszt Joseph Joffre kezei alá került, aki valósággal utálta Sarrail-t. Emiatt rendszeresen kritizálta az általa irányított egységeket. Az is ennek köszönhető, hogy Joffre a 3. hadsereg parancsnokává nevezte ki Sarrail-t. Később áthelyezték a Balkán frontra, ahol Sarrail több csatában is részt vett.
1929-ben hunyt el. A párizsi Invalidusok dómjában őrzik földi maradványait.